# Partido-alto
Samba de partido-alto, partido-alto ou simplesmente partido, é um estilo de samba, surgido no início do século XX dentro do processo de modernização do samba urbano do Rio de Janeiro. Tem suas origens nas umbigadas africanas e é a forma de samba que mais se aproxima da origem do batuque angolano, do Congo e regiões próximas. Apesar de ser um dos subgêneros de samba mais tradicionais, não existe um consenso entre praticantes e estudiosos, menos ou mais eruditos, para definir o que seria essa derivação do samba, muito também pelas mudanças pelo qual ele passou de sua origem até os dias atuais.
Em linhas gerais, o partido-alto do passado seria uma espécie de samba instrumental e ocasionalmente vocal (feito para dançar e cantar), constante de uma parte solada, chamada "chula" (que dava a ele também o nome de samba raiado ou chula-raiada), e de um refrão (que o diferenciava do samba corrido). Já o partido-alto moderno seria uma espécie de samba cantado em forma de desafio por dois ou mais contendores e que se compõe de uma parte de coral (refrão ou "primeira") e uma parte solada com versos improvisados ou do repertório tradicional, os quais podem ou não se referir ao assunto do refrão. Atualmente, costuma ser acompanhado por violão, cavaquinho, pandeiro, surdo, agogô e outros instrumentos de percussão. Sob essa rubrica se incluem, hoje, várias formas de sambas rurais, as antigas chulas, os antigos sambas corridos (aos quais se acrescenta o solo), os refrões de pernada (batucada ou samba duro), bem como os chamados "partidos cortados", em que a parte solada é uma quadra e o refrão é intercalado (raiado) entre cada verso dela. Entretanto, transcendendo qualquer aspecto formal, partido-alto é, sobretudo, o samba da "elite dos sambistas", bem-humorado, encantador e espontâneo.
De acordo com a Enciclopédia da Música Brasileira, "samba de partido-alto é um gênero do samba surgido no início do século XX conciliando formas antigas (o partido-alto baiano, por exemplo) e modernas do samba-sança-batuque, desde os versos improvisados à tendência de estruturação em forma fixa de canção, e que era cultivado inicialmente apenas por velhos conhecedores dos segredos do samba-dança mais antigo, o que explica o próprio nome do partido-alto (equivalente da expressão moderna "alto-gabarito"). Inicialmente caracterizado por longas estrofes ou estâncias de seis e mais versos, apoiados em refrões curtos, o samba de partido-alto ressurge a partir da década de 1940, cultivado pelos moradores dos morros cariocas, mas já agora não incluindo necessariamente a roda de dança e reduzido à improvisação individual, pelos participantes, de quadras cantadas a intervalos de estribilhos geralmente conhecido de todos".
O partido-alto da década de 1970 sofreria outras modificações até servir de combustível para o movimento conhecido por pagode de raiz, movido a banjo e tantã. Antes, pagode era o nome dado no Brasil, pelo menos desde o século XIX, a habituais reuniões festivas, regadas a música, comida e bebida. E nos pagodes, a música tocada era o samba, especialmente a vertente partido-alto. Mas com o passar do tempo, estes encontros ganharam outra feição. No início da década de 1980, os pagodes eram febre no Rio de Janeiro e o termo logo compreenderia um novo estilo de samba, rapidamente transformado em produto comercial pela indústria fonográfica. E, neste processo, o estilo pagode se distanciou do partido-alto, samba caracterizado por elaboração, elegância e refinamento. O samba de partido-alto no século XXI é uma vasta gama de sambas apoiados em um estribilho e com segunda, terceira e quarta partes soladas, desenvolvendo o tema proposto na letra. O estilo de partido-alto com versos realmente improvisados vem caindo em desuso, não só pela diminuição de rodas de samba, como pela facilidade de repetir versos pré-elaborados, gravados e difundidos via álbuns, rádio, televisão, entre outros. Não obstante, a tradição se mantém com alguns sambistas absorvidos pela indústria fonográfica, como Zeca Pagodinho, Dudu Nobre e Arlindo Cruz, ou por compositores como Nei Lopes, que constroem sambas a partir de um solo em forma de chamada e resposta e remetendo, na letra, ao tema proposto no refrão ou na "primeira".

## Tentativa de conceituação
O que hoje se conhece como partido-alto é uma modalidade de cantoria. E cantoria é a arte de criar versos, em geral de improviso, e cantá-los sobre uma linha melódica preexistente ou também improvisada, praticada, em diversas modalidades, por poetas cantadores populares, em todo o Brasil. Improvisação repentina,muito tocado e aplaudido em bares e botecos, cantada em feitio de contenda, numa espécie de duelo verbal, como outras modalidades de cantoria, o partido-alto tem a distingui-lo a circunstância de que se realiza e completa na roda do samba, e sempre de forma bem-humorada e brincalhona. Menos complexo e rico, por exemplo, que o amplo leque de variações da cantoria nordestina, de regras absolutamente rígidas, porém mais diversificado que outras expressões semelhantes, o partido-alto sempre foi visto, sem contestação, como um samba de estatuto superior, apanágio dos sambistas não só mais inspirados como mentalmente mais ágeis. O que distingue, pois, o "partideiro" (neologismo que, na década de 1960, substitui, segundo Jota Efegê, os correspondentes "versador" e "tirador") do mero sambista, compositor ou cantor é, como percebeu o etnomusicólogo Alejandro Ulloa, a competência, a capacidade e o saber intuitivos para "improvisar em verso, seguido a melodia e acompanhado o ritmo". 
A expressão "partido-alto", vamos ver que sua exata conceituação ainda hoje é objeto de controvérsias. Entretanto, o estabelecimento da linguagem desse importante subgênero musical do samba pode nos trazer alguma luz. Inicialmente, que o canto solista improvisado sobre uma base coral não é um traço exclusivo de culturas africanas. O extremamente elaborado repente do Nordeste brasileiro, por exemplo - e até mesmo por não se apoiar em base coral -, tem origem claramente ibérica, da mesma forma que a paya hispano-americana e até mesmo o punto cubano.
Mas, já no século XIX, observadores portugueses chamavam a atenção para esse traço nas canções do batuque angolano. Estabelecendo a linhagem descendente do partido-alto, desde os batuques dos povos bantos de Angola e do Congo, viria: primeiro, o lundu bailado, dando origem ao lundu puramente canção dos salões imperiais, aos sambas rurais da Bahia e de São Paulo, a um lundu campestre ainda dançado, e a outras manifestações; depois, todas essas expressões (como a chula do samba baiano ganhando status de manifestação autônoma) confluindo para o que chamaremos de samba da "Pequena África da Praça Onze", onde o núcleo irradiador foram as festas da comunidade baiana; depois ainda, o samba amaxixado da "Pequena África", dando origem ao samba de morro; e, finalmente, esse samba de morro se dicotomizando em samba urbano (a partir do bairro do Estácio), próprio para ser dançado e cantado em cortejo, e em partido-alto, próprio para ser cantado e dançado em roda.
Nas festas ou nos pagodes da comunidade baiana, a diversão era quase sempre distribuída espacialmente: na sala tocava o "choro", o conjunto musical à base de flauta, cavaquinho e violão; no fundo, fluía o samba, batido na palma da mão, no pandeiro, no prato-e-faca. recebendo interpretação instrumental, então, tocado nas salas - visto assim como um samba de mais status - é que o estilo recebia, entre os antigos, a denominação de "Samba-de-partido-alto", ou seja, para os antigos, "o verdadeiro partido-alto não era cantado. Era só no ritmo mesmo do samba".
A denominação "samba de (ou do) partido-alto" nasceu para intitular o samba praticado por um "partido - união de homens que participem das mesmas idéias", conforme o Dicionário de Sinônimos, de Antenor Nascentes -, que se presume alto, de elite. Mas a denominação e sua origem são muito controvertidas. João da Baiana, por exemplo(…) dizia que "o samba de partido-alto, o samba raiado. É a mesma coisa. Pode-se dar o nome de samba raiado ou samba de partido-alto." Contemporâneo de João Baiana, Oscar José Luís de Moraes, o Caninha, declarava em 1932, segundo Jota Efegê, em Figuras e coisas da música popular brasileira, que "partido-alto" não significava samba de elite, samba de alta categoria, parece-nos, de forma ambígua, que essa era uma denominação baiana para o que aqui se chamava "chula".
Aniceto do Império classificava o partido-alto de hoje como "samba menor", não sabendo exatamente a razão dessa classificação, a qual, se não envolvia nenhum juízo de valor, pelo menos apontava para uma deformação em relação às matrizes jongueiras, se onde ele acreditava ter a modalidade se originado. Edison Carneiro diz que partido-alto é "o samba cantado e dançado à moda antiga", que consiste num estribilho tradicional sobre o qual o cantador versa ou improvisa.
Câmara Cascudo diz apenas tratar-se de uma espécie de samba, "um estribilho com quadras repetidas ou improvisadas dos sambas cariocas". José & Araújo escrevem que é uma forma de samba que tem como características uma estrofe-base ou estribilho que dá o tema e é levada em coro por todos e por cima da qual surgem outras, improvisadas ad infinitum. Referem esses autores, ainda, a existência de duas formas básicas de partido-alto: o "partido-alto em linha", em que a improvisação se baseia no estribilho, "obedecendo ao espírito que gerou o partido"; e o "partido-alto avulso", onde a improvisação não precisa subordinar à ideia exposta no estribilho. Candeia & Isnard também conceituam o partido-alto como "um tipo de samba em que o refrão se repete e os versos que se seguem devem obedecer ao meso tema proposto".
Lygia Santos, filha de Donga, diz que partido-alto do tempo do seu pai, era, segundo ele, um samba "pastoso" em oposição ao "samba ligeiro (normal)" e ao "samba corrido (excepcional)". Ralph Waddey, por sua vez, escreve que "samba de viola, samba de chula, samba de parada, samba de partido-alto, samba santo-amarense, samba amarrado, todos se referem a um mesmo fenômeno: variam as denominação conforme diferentes aspectos que apresenta". "Na realidade - diz ele - é o texto, a 'chula' que formalmente dissocia de outros tipos de samba".
No texto de contracapa do LP Clementina de Jesus, de 1966, Hermínio Bello de Carvalho define o partido-alto como um "refrão (geralmente curto) seguido de um improviso que se faz toando a rima com o último verso de refrão", conceituando que, segundo ele próprio, não contava com a aprovação do compositor Ismael Silva, que via aí uma definição mais de "batucada" do que de "partido-alto".

## História

### Origens
No século XVII, depois de fracassarem na colonização do Congo, os conquistadores portugueses voltaram-se para a bacia do rio Cuanza, onde o Ndongo (berço da futura Angola) se localizava. Durante os séculos XVII e XVIII, a política portuguesa em Angola foi dirigida diretamente do Brasil. As ligações políticas e econômicas entre os dois países eram tão fortes que, baseada na escravidão, vai levar ao Brasil, embarcados nas praias de Luanda e Benguela, milhões de indivíduos dos ambundos, ovimbundos, lundas, quiocos e outros povos bantos de Angola para o trabalho escravo em terras brasileiras, da mesma forma que seus aparentados do Congo, o que ocasionou também o embarque de milhões de congos cativos, com suas angomas (de ngoma, tambor) principalmente de Cabinda, com destino ao Brasil.
Segundo o etnólogo português José Redinha, os primeiros estudiosos que efetivamente se debruçaram sobre a música africana perceberam que "as canções bantas, mesmo que insistindo num determinado tema, eram todas de improvisação" (1984). Conforme Redinha, esses cantos "têm necessidade, além de instrumentos, dum solista que(…) desempenha a tarefa do(…) chefe de coro ou de orquestra europeu". (Idem) Matos e silva, escrevendo sobre as canções do povo de Cabinda, região do norte de Angola, diz que, nelas, a letra é "variável para cada ocasião, abordando por tema fatos do momento, saudades da terra natal, ou simples acontecimentos" (apud Redinha, 1984). e José Redinha conclui: "Angola participou largamente nos fundamentos culturais da música brasileira, por intermédio dos bantos fixados no Brasil" (1984) Desses batuques dos povos bantos de Angola e Congo foi que se originaram os principais traços definidores da diáspora africana nas Américas, como o samba e, naturalmente, a modalidade aqui estudada, o partido-alto.

### Raízes mineiras e baianas
Ao longo do século XVIII e do século XIX, atividades econômicas na colônia portuguesa na América - como a mineração do ouro e, posteriormente, o cultivo do café - ajudaram a determinar o fluxo das migrações internas de escravos negros no Brasil. Com a cultura do café se iniciando na região do Vale do Paraíba fluminense, a demanda por cativos aumentou, em uma época em que cresceriam as restrições ao tráfico internacional de escravos vindos da África. A região também atrairia mão-de-obra originária das lavouras de cana-de-açúcar situadas no Recôncavo Baiano, que passava por um processo de decadência econômica. E estes escravos levaram junto sua cultura afro-originária.
Colaborou também para uma maciça imigração de escravos para a cidade do Rio de Janeiro e arredores o fato desta ter se transformado em capital da colônia e, depois, do Império brasileiro, o que a levou a atrair enormes contingentes de negros. Em 1872, a capital do Império tinha 274.972 habitantes. Em 1910, com o país já sob regime republicano, a população na cidade chegou aos 989.479. O aumento dessa população se deveu especialmente a abolição da escravatura em 1888, quando migraram negros de diversas regiões do país, especialmente de províncias próximas ao Rio de Janeiro, que se somavam aos que haviam chegado anos antes por conta do final da Guerra do Paraguai (1865-1870), quando muitos escravos lutaram, e a grave seca no Nordeste brasileiro entre 1877 e 1879, que levou a venda de grandes número de escravos para os grandes centros, principalmente as províncias do Rio de Janeiro e de São Paulo.

### "A Pequena África"
Durante a virada do século, todo o centro do Rio concentrava um grande número de residentes negros e mestiços, delimitados em uma região nos arredores da atual Praça XV e ao porto da cidade - Gamboa, Santo Cristo e Saúde - e que se estendia até a Cidade Nova e a Praça Onze, enfim, em uma comunidade que seria mais tarde denominada Pequena África, berço do samba urbano. Muitos baianos haviam chegado ao Rio na segunda metade do século XIX e constituiriam uma colônia na capital do país, responsável pela manutenção da cultura de raízes africanas. A residência de alguns destes se tornou pólo difusor dessa cultura, como era o caso da casa de Hilária Batista de Almeida, mais conhecida como Tia Ciata.

### Favelização
Em 1890, a capital da recém-proclamada República do Brasil tinha uma população de 522.651 habitantes, dos quais 180 mil (ou 34%) foram identificados como negros ou mestiços. E na década de vinte do século seguinte, numa população de 1.157.000 habitantes, apenas 600 mil haviam nascido na cidade.
Desde o final do século XIX, a composição da força de trabalho no Rio de Janeiro refletiu a política de "branqueamento", quando se procurou substituir a mão-de-obra escrava pela do imigrante europeu. Esse reflexo seria notado quando a maior parte dos trabalhadores estrangeiros em atividade na capital possuía empregos mais bem-remunerados que os ex-escravos. A mesma ideologia do branqueamento delimitaria o espaço físico a ser ocupado pela população negra em terras cariocas. A reforma urbana da cidade promovida durante os governos do presidente Rodrigues Alves e do prefeito Pereira Passos resultou na expulsão das classes menos favorecidas do centro carioca.
O Rio de Janeiro passou a sofrer profundas mudanças, com a derrubada de casarões e cortiços - o conseqüente despejo de seus moradores pobres e negros - para a construção de novas edificações e o alargamento de ruas. A população apelidou o movimento de o "bota-abaixo", um capítulo à parte dentro do que se convencionou a chamar de Revolta da Vacina. Com o "bota-abaixo", a população de baixa renda migrou para moradias no subúrbio da cidade ou para os morros que circundam o centro carioca, o que também ajudaria a definir geograficamente o universo do samba e do partido-alto.

### Subúrbios e morros
Além da expulsão da cidade em direção aos morros, o samba não era visto naquela época com bons olhos e a polícia costumava reprimir as rodas no centro. Muitos iam até os morros e aos subúrbios ainda em formação para poder sambar em paz. Os principais redutos estavam nas regiões do Estácio, da Tijuca e da Mangueira. Atraídos para o Rio, na busca de melhores condições de vida, muitos migrantes - especialmente do interior fluminense e mineiro - somavam-se a massa de populares expulsos do centro e ajudariam a germinar as sementes do samba e do partido-alto.
Também a região da zona portuária concentrava um grande número de trabalhadores do cais do Rio de Janeiro, entre os quais estivadores, arrumadores e operários. Dentre eles, alguns fundariam na década de 1940 a escola de samba Império Serrano. Próximo do porto carioca, estavam os morros da Providência e do Pinto, redutos de sambistas. Na zona portuária, havia os primeiros pioneiros na arte de "tirar" versos no improviso. Segundo Donga, Oscar do 24 e seus companheiros Hilário Jovino, Dudu e João Câncio eram considerados "reis-do-partido-alto", "raiadores afamados, isto é, cantadores de chula". O repertório deles devia ser constituído de peças da tradição oral e recriação delas, recheadas de improvisos - e isto se observaria tanto na produção de partideiros (o termo é um neologismo popularizado na década de 1960) anônimos quanto daqueles que alcançariam sucesso comercial, via indústria fonográfica.

### Difusão e recriação
Dos primeiros bambas do partido-alto, temos Joaquim Casemiro, o Calça Larga, que chegou ao morro do Salgueiro em 1932 e logo se tornaria uma das figuras mais representativas da comunidade. Também no Salgueiro teve destaque Antenor Santíssimo de Araújo, o Antenor Gargalhada.
Da Portela, o primeiro partideiro de renome foi João Rodrigues de Souza, o João da Gente. O sambista foi um dos grandes repositores da tradição oral do partido-alto, considerado também como "uma das mais belas vozes da Portela" e "um verdadeiro 'versador' capaz de segurar um partido durante muiro tempo". Outros importantes versadores portelenses foram Alcides Dias Lopes, o Alcides Malandro Histórico, que se notabilizou por sua excelente memória, através da qual se salvaram obras relevantes do cancioneiro de sambas da Portela e cariocas em geral, e Jair de Araújo Costa, o Jair do Cavaquinho, também compositor e instrumentista dessa escola de samba.
Certamente mais conhecida, Clementina de Jesus foi também outro repositório da tradição oral do partido-alto. Casada com o mangueirense Albino Correia da Silva, o Albino Pé Grande, a sambista registrou nos LPs "Rosa de Ouro" (com Elton Medeiros, Paulinho da Viola, Anescarzinho do Salgueiro e Jair do Cavaquinho), de 1965, "Clementina de Jesus" (solo), de 1966, e "Gente da Antiga" (com Pixinguinha e João da Baiana), de 1968, quadras tradicionais, recriando e reproduzindo versos da tradição oral. Notória, mas desconhecida do grande público, Ana Rosa, a Dona Ana Bororó, participou ativamente das rodas de partido-alto.
Outro grande bamba foi Padeirinho da Mangueira, nascido no morro de mesmo nome, sambista responsável pela modernização do partido-alto, ao acrescentar a este estilo a malícia do samba "sincopado" e do samba-de-breque. Discípulo de Pandeirinho, Devanir Ferreira, o Tantinho, se destacou como partideiro logo aos 13 anos. Também no rol de grandes partideiros estavam Geraldo Soares de Carvalho, o Geraldo Babão, Jorge Isidoro da Silva, o Jorge Zagaia, e Olivério Ferreira, o Xangô da Mangueira. Afamado partideiro, Babão que tinha em seu repertório uma vasta gama de versos da tradição do calango e do coco. Além de partideiro de primeira, Zagaia foi também o membro número 1 da ala de compositores da escola de samba até sua morte, em 1995. Nascido no Estácio, Xangô era freqüentador dos redutos de Madureira, Osvaldo Cruz e Jacarepaguá. Nestas rodas, conheceu um grande partideiro portelense, Sebastião Teixeira do Santos, o Catoni. Por sua vez, este sambista participaria, em 1976, do álbum "Xangô, Chão de Mangueira".
Ainda se destacam partideiros de primeira linha os sambistas Murilo da Penha Aparecida e Silva, o Bidi, Euzébio Nascimento, o Velha, Nilton da Silva, o Campolino. O primeiro integrou a primeira formação do grupo de samba Os Originais do Samba. O segundo era um exímio versador em sextilhas - algo "que poucos partideiros se arriscam". O terceiro, que foi um dos fundadores da Império Serrano, era também calangueiro (sendo nesta modalidade, tocador de sanfona).
Sem deixar de fazer referência aos igualmente importantes Antonio Candeia Filho, o Candeia, Aniceto Menezes e Silva Junior, o Aniceto do Império, Florivaldo de Souza, o Vavado, e Martinho José Ferreira, o Martinho da Vila. Candeia foi um dos grandes cultores desse subgênero. Aniceto do Império era um improvisador à moda antiga (não usava sextetos, apenas quadras de versos) e procurava criar obras originais. Vavado costumava porfiar com Aniceto, que guardava muita admiração por ele. Por fim, Martinho da Vila - grande criador e relevante recriador da tradição partideira - foi um dos maiores responsáveis pela massificação, via indústria fonográfica, a partir de 1967, do samba de estilo partido-alto.
Vale frisar, no entanto, que diferentemente dos nomes citados acima, alguns renomados artistas do mundo do samba, como eram os casos de Silas de Oliveira e Angenor de Oliveira, o Cartola, não valorizam o partido-alto como forma de se fazer samba.

### Tempos modernos
Na década de 1980, o movimento musical do pagode deu alento ao samba carioca e revelou, inicialmente para o grande público e mais tarde para a indústria cultural, sambistas que também valorizavam a tradição do partido-alto, como eram os casos de Almir de Souza Serra, o Almir Guineto, Arlindo Domingos da Cruz Filho, o Arlindo Cruz, Jessé Gomes da Silva, o Zeca Pagodinho, Jovelina Faria Belfort, a Jovelina Pérola Negra, e Montgomery Ferreira Nunis, o Sombrinha. Na década de 1990, Dudu Nobre foi um dos poucos sambistas de sua geração a também utilizar a técnica do partido-alto. Em turnês junto com Zeca Pagodinho, os dois chegavam "a versar durante horas nos ônibus". Zeca, por sua vez, é considerado um grande improvisador.

## Influências
A gênese do chamado samba de morro e do partido-alto em particular se encontram nas canções improvisadas dos diversos tipos de batuques angolanos. "A estrofe solista improvisada, acompanhada de refrão coral fixo, e a disposição coro-solo são características estruturais de origem africana e correntes na música afro-brasileira. Tanto elas quanto a coreografia revelam no samba urbano dos morros do Rio de Janeiro a permanência de afinidades básicas com o samba rural brasileiro".
Além do batuque, há diversas outras manifestações musicais e coreografias brasileiras que contribuíram para a formação do samba de morro e do partido-alto. Entre elas estão o baiano (também chamado de "chorado"), a batucada (ou também "pernada carioca"), o cateretê, o coco, o calango, a chula, a tirana, os cantos de trabalho, as cantigas de capoeira e de roda, as cantorias de viola, o jogo de caipira, os sambas rurais baiano e paulista e, principalmente, o lundu que da segunda metade do século XIX em diante deixou se ser dança (salvo no interior da Bahia, onde sobrevive até hoje um lundu dançado) para ser canção solada de cárater principalmente cômico.

## Universo temático
De início, os cultores do partido-alto costumavam fazer seus solos principalmente em forma de quadrinhas ou trovas, quase sempre em versos de sete sílabas, mas sem padrões rigorosos de métrica e com rimas apenas nos versos pares. Eram os chamados "pés-de-cantiga", "trampolins", "muletas" ou ainda "versos-feitas", espécie de versos feitos ou padronizados através do qual se propõe e estabelece o tema a ser cantado. Mas a prática foi aprimorada com a utilização de estrofes de seis versos, ou de cinco e até sete - mudança esta que talvez tenha ocorrido pelo contato com as emboladas nordestinas, primeiramente via rádio, a partir da década de 1930, e depois na década seguinte com a migração de nordestinos para o Rio. Ou seja, embora seja um gênero tipicamente carioca, a arte de versejar do samba-de-partido-alto tem inspiração no centro da complexidade e diversidade da cultura brasileira musical.
Entre os versos padrões, cantados pelos primeiros partideiros, estavam a lembrança saudosa da terra de origem - cantado por aqueles que emigraram para a cidade do Rio de Janeiro. Com o passar do tempo, foram agregadas temáticas como o lamento de uma decepção amorosa, questões socioeconômicas e acontecimentos do cotidiano carioca, todos estes sempre tratados com escárnio, irreverência e zombaria.
Outra forma é o "partido cortado". Nele, tanto o refrão principal quanto os solos são em quadras, mas interrompidos, seccionados, para, entre cada verso, intercalar-se um refrão secundário. Além dessas, a arte do partido-alto criou, também, uma forma - ainda não nominada - em que as estrofes do solo são tercetos, rimando obrigatoriamente com a última sílaba do refrão. E, ainda, outra forma, em que tanto o refrão quanto o solo se fazem em dístico, em apenas dois versos. Estas últimas guardam algumas características da ligeira nordestina - quadra bipartida, de versos de sete sílabas, com a rima obrigatória em "á" e precedida do refrão "Ai, d-a dá".

## Filmografia
A arte dos versadores de partido-alto foi registrada em alguns trabalhos. O mais famoso deles é o documentário "Partido-Alto", de Leon Hirszman. Este filme foi gravado em 1976 e ancorado no sambista Candeia.
Outra obra cinematográfica, também chamada "Partido Alto", foi um curta-metragem em preto e branco dirigido por Carlos Tourinho em 1978, que trazia depoimentos de Clementina de Jesus, Martinho da Vila e Marinho Jumbeba, neto de Tia Ciata. Anos depois, foram acrescidas novas seqüencias ao filme, inclusive coloridas, um novo roteiro e a obra foi rebatizada com o nome de "Partideiros".